# Welodrom kompleksu „Mińsk-Arena”
Welodrom kompleksu „Mińsk-Arena” (biał. Веладром Мінск-Арэны, ros. Велодром Минск-Арены) – kryty tor kolarski w Mińsku, stolicy Białorusi. Został otwarty 30 grudnia 2008 roku. Może pomieścić 2000 widzów. Długość toru kolarskiego wynosi 250 m, a jego nawierzchnia wykonana jest z drewna świerka syberyjskiego.
Welodrom został otwarty 30 grudnia 2008 roku. Obiekt jest częścią kompleksu Mińsk-Areny, połączony jest on bezpośrednio z krytym torem łyżwiarskim (otwartym 30 stycznia 2010 roku). W lutym 2013 roku w arenie zostały rozegrane mistrzostwa świata w kolarstwie torowym. W czerwcu 2019 roku obiekt gościł konkurencje kolarstwa torowego w ramach II Igrzysk Europejskich.